# Geknobbelde Amerikaanse rivierkreeft
De geknobbelde Amerikaanse rivierkreeft (Faxonius virilis) is een kreeftensoort uit de familie van de Cambaridae. De wetenschappelijke naam van de soort werd in 1870 als Cambarus virilis gepubliceerd door Hermann August Hagen. De soort werd naderhand in het geslacht Orconectes geplaatst. In augustus 2017 werd de soort door Keith Crandall en Sammy De Grave naar het geslacht Faxonius verhuisd.

## Verspreiding
De geknobbelde Amerikaanse rivierkreeft is een zoetwaterkreeft die zoutgehaltes tot ten minste 14 psu kan verdragen. Hij is inheems in de Grote Meren, de zuidelijke Noordelijke IJszee en de noordelijke loop van de Mississippi van het noorden van Arkansas, Mississippi en Tennessee tot Alberta en het zuidoosten van Quebec, met populaties die zich westwaarts uitstrekken in de loop van de Mississippi naar Montana en Colorado. Hij is geïntroduceerd in Californië, Washington, Arizona, Pennsylvania, New Jersey, Maryland, Virginia, West Virginia, North Carolina en Washington D.C.. Hij is ook gevonden in New Brunswick, Mexico, Engeland, Nederland en België. In sommige gebieden waar de soort werd geïntroduceerd is gemeld dat F. virilis inheemse soorten rivierkreeften verdringt.

## Invasieve uitheemse soort
In Europa komt deze rivierkreeft voor als exoot. Sinds 2016 staat hij op de Unielijst voor invasieve uitheemse soorten. Dit betekent onder andere dat levende exemplaren van deze soort niet langer in de Europese Unie mogen worden gehouden, ingevoerd, vervoerd, gecommercialiseerd, gekweekt, gebruikt, uitgewisseld noch vrijgelaten in de natuur. Deze soort en andere Noord-Amerikaanse kreeften zijn dragers van de kreeftenpest. Zelf wordt het dier hier niet ziek van maar voor onze inheemse soort, de Europese rivierkreeft, is deze ziekte dodelijk. Door de invoer van zulke uitheemse kreeften in Europa voor ornamentele doeleinden of consumptie heeft ook de kreeftenpest voet aan wal gekregen. Hierdoor is de inheemse rivierkreeft op verschillende plaatsen in de Benelux uitgestorven. 
Deze kreeft kwam in 2022 nog niet voor in het wild in België. In oktober 2024 werd deze kreeft ook in België ruim aangetroffen.
Indien deze in de toekomst wordt waargenomen moet deze zo snel mogelijk uit de natuur verwijderd worden.